# Theophilus Andreas Hagemann

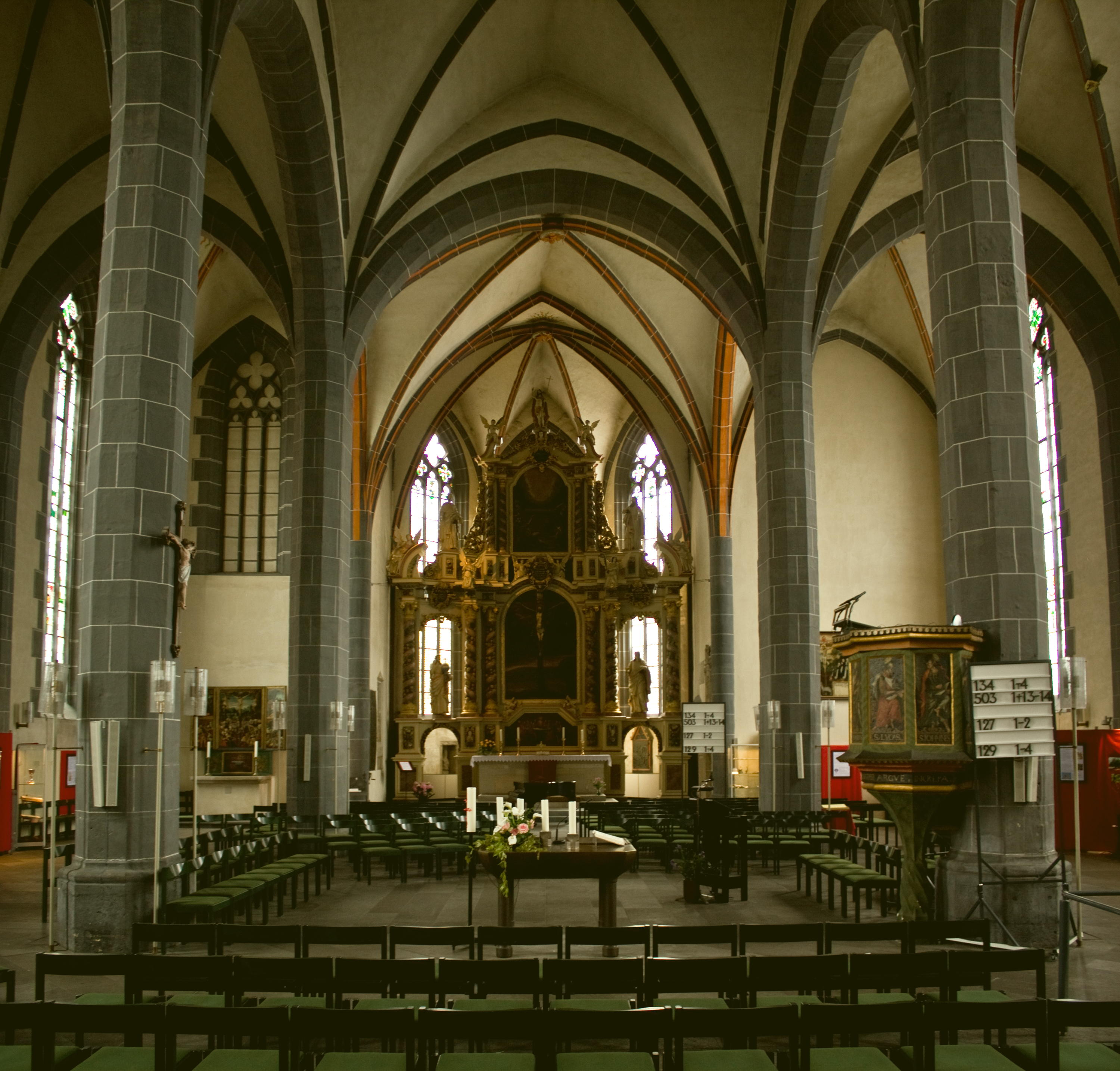
Blick auf den Altar von St. Blasius, Hann. Münden, Wirkungsort Hagemanns. Sein Grabmal befindet sich an der rechten Seite des Chorraums

Theophilus Andreas Hagemann (* 1661 in Osterode am Harz; † 9. April 1742 in Hannoversch Münden) war ein deutscher lutherischer Geistlicher.

## Leben
Theophilus Andreas Hagemann war ein Sohn des in Osterode am Harz tätigen Pastors Andreas Hagemann (* 29. Dezember 1637; † 14. Juni 1697) und dessen erster Ehefrau Anna Elisabeth geb. Giesecke (* 1640), die zwei Tage nach Theophilus’ Geburt verstarb.
In jüngeren Jahren „[...] führte er einen Baron von Bodenhausen auf Reisen.“ Nach seinem Studium wirkte Hagemann 13 Jahre lang als Prediger in Einbeck und anschließend 41 Jahre lang als Superintendent in Hann. Münden. Dort war er zeitweilig Eigentümer des – erhaltenen – Fachwerkhauses unter der heutigen Adresse Schmiedestraße 11 (frühere Hausnummer auch 2).
Er war verheiratet mit Anna Margarete Rettberg (1673–1691), danach mit Emerentia Agnes Berckelmann (1670 – 13. Dezember 1731), einer Tochter des Einbecker Stadtphysicus Johann Heinrich Wilhelm Berckelmann (* 1633) und Enkelin Theodor Berckelmanns. Seine Töchter waren Juliane Catharina Hagemann (* 1691), die den Bruder Andreas Julius Berckelmann (1673–1755) ihrer Stiefmutter heiratete, Anna Lucia Hagemann (1696–1776), deren Ehemann Andreas Münter Pastor in Osterode wurde, sowie Dorothea Elisabeth Hagemann (* 1700) verh. Reusch. Sein Sohn Andreas Wilhelm Hagemann (1696–1773) folgte ihm als Superintendent in Hann. Münden und war später Pastor in Hardegsen. Dessen Bruder Henrich August Hagemann (1704–1771) war Pastor in Landringhausen.
Sein Grabmal befindet sich in der St. Blasius-Kirche in Hann. Münden an der unteren Südwand des Chores.

## Schriften
Von Theophilus Andreas Hagemann sind mehrere gedruckte Schriften bekannt.
- Johann Andreas Schmidt, Otto Johannes Michael Neovin (Verfasser), Erh. Weigelius, Carl Caffa, Theophilus Andreas Hagemann (Beiträger): Praeside M. Jo. Andr. Schmidt/ Fac. Philos. Adiuncto Rarissima Duo Phoenomena Lunam In Cruce Visam d. XXX. Decembr. h.I.p.m.n. MDCLXXX. Et Meteorum Ignitum Quod d. V. Decembr. h.V.p.m. MDCLXXXII. Apparuit eruditorum disquisitioni exponet Otto Joh. Michael Neovin Auburgo-Westph.; Digitalisat der Universität Halle